# Nick Quinn
Nick Quinn est un réalisateur franco-britannique.

## Biographie
Diplômé de La Femis (département « Réalisation », promotion 1993), Nick Quinn a réalisé plusieurs courts métrages et documentaires.
Son premier long métrage, La Fleur de l'âge, est sorti en 2013.

## Filmographie partielle

### Documentaires
2000 : Karaoke Angels
2005 : Entente Cordiale
2011 : Petites histoires de nos ordures

### Courts métrages
- 1992 : Bon anniversaire Liliane
- 1993 : Rêve d'amour
- 1994 : Love, Love, Love

### Long métrage
- 2013 : La Fleur de l'âge